# Francis Gourvil
Pour les articles homonymes, voir Gourvil.
Francis Gourvil, dit Fanch Gourvil, ou encore Barr-Ilio, né le 5 juillet 1889 à Morlaix et mort le 19 juillet 1984 à Villeneuve-Saint-Georges est un écrivain, polygraphe et linguiste français, spécialiste des littératures celtiques.
Militant politique dans l'Entre-deux-guerres dans les mouvements catholiques et le nationalisme breton, il intègre la Résistance pendant la Seconde Guerre mondiale.

## Biographie

### Enfance et débuts
Issu d'un milieu modeste, Francis Gourvil est apprenti tailleur à 14 ans chez Pierre Jaouan, et découvre la culture bretonne à laquelle il porte un intérêt grandissant. Il se lie à un érudit local, Louis Le Guennec, avec lequel il parcourt la basse-Bretagne. Il rejoint plusieurs associations du mouvement breton : il crée un cercle celtique à Morlaix, puis se rend à Carhaix en centre-Bretagne où il collabore au journal régionaliste Ar Bobl de François Jaffrennou. À l'instar d'autres érudits locaux, il recueille à l'écrit des chansons populaires locales et publie, avec Hippolyte Laterre, ces travaux en 1911 dans Kanaouennou Breiz Vihan, dont les préfaces sont signées par Maurice Duhamel et Anatole Le Braz,.
Gourvil rejoint la Gorsedd de Bretagne, mouvement druidique breton, à partir de septembre 1909, il chante régulièrement à l'occasion de fêtes locales. Il se rend dans ce cadre au Pays de Galles en 1914.
Il part étudier à Rennes en 1912 grâce à une bourse d'études octroyée par le conseil général du Finistère, avec l'appui de François Jaffrennou et d'Anatole Le Braz. À l'Université de Rennes, il suit les cours d'Anatole Le Braz, Pierre Le Roux et Georges Dottin, et se spécialise dans les langues et littératures celtiques (gallois, gaélique, en plus du breton). En 1913, il obtient le "diplôme en Hautes Études celtiques" de la faculté de Rennes, la même année que Jules Gros. Animateur de la Fédération des étudiants bretons, il en devient le secrétaire. C'est lui qui organise, le 23 février 1913 à Rennes, la première manifestation des étudiants contre l'inauguration du groupe statuaire évoquant l'union de la Bretagne à la France, qu'ils appellent le monument de la honte.
Durant la Première Guerre mondiale, il est affecté au contrôle postal, où il travaille pour l'armée dans le but de censurer le courrier des poilus rédigé en langue bretonne. Fondateur de l'Œuvre de la chanson bretonne au front, il fait imprimer, à l'usage des soldats bretons, plusieurs fascicules de chansons empruntées aux bardes armoricains, et aurait même écrit des chansons pour inciter les Bretons à souscrire à l'emprunt de guerre.
De retour à Morlaix après la guerre, il y épouse le 25 octobre 1925 Marguerite Francine Salaün, avec laquelle il a sept enfants. Il ouvre la librairie Ti-Breiz avant de se lancer dans le journalisme. Il collabore d'abord à La Dépêche de Brest puis à partir de 1931 à L'Ouest-Éclair. Il y publie notamment des études sur la toponymie bretonne, l'onomastique, et l'histoire locale. Il lance aussi la revue Mouez ar Vro, qui ne dure qu'un an. Il participe ensuite au comité de rédaction de Buhez Breiz, « revue mensuelle d'études pour la défense des intérêts nationaux » (comprendre : bretons). Il devient peu à peu un notable local : il est membre de la chambre de commerce de la ville et président du syndicat d'initiative municipal.
Il aime chanter, avec de plus un réel talent, et est en outre un fin conteur et conférencier émérite. Il travaille en 1934 avec le réalisateur Jean Epstein sur la réalisation du premier film en breton, Chanson d'Ar-mor. Il traduit et adapte en breton les dialogues écrit par Jean des Cognets, il participe aux repérages des lieux de tournage et interprète un second rôle,.

### Activités politiques dans l'entre-deux-guerres
Il est actif à l'Union régionaliste bretonne, puis au Parti nationaliste breton avant la première Guerre Mondiale, puis au Parti autonomiste breton et au Parti national breton dans l'entre-deux-guerres. Il quitte ce dernier en 1938 lorsque la ligne de Raymond Delaporte proche des catholique est mise en minorité, alors que le parti a déjà entamé sa mue vers le fascisme. Il collabore néanmoins à la revue d'inspiration national-socialiste Stur d'Olier Mordrel dont le but est d'acclimater les idées du nazisme en Bretagne,.
Très actif dans le milieu catholique breton, il est proche de leur aile gauche, issus du Sillon et de la Ligue de la jeune République. Il attaque avec beaucoup de virulence les hommes de lettres francs-maçons Jules Sédillot et Yves Le Febvre dans le cadre des querelles qui entourent la publication du roman La Terre des prêtres, très critique envers l'Eglise bretonne, notamment léonarde.

### Seconde Guerre mondiale
Il échange par courrier avec Yann Fouéré début 1941, qui le consultait au sujet des premières livraisons du journal pétainiste La Bretagne dont Fouéré est le directeur.
Son nom figure sur une liste établie par Yann Bricler, un nationaliste breton, qui regroupe des personnes suspectées de se livrer à des « activités anti-allemandes » et que Bricler fait remonter à son cousin Olier Mordrel. Cette liste est découverte par la Résistance en mai 1943. Il est arrêté[Quand ?], puis emprisonné à Angers puis à Fresnes pour un total de 6 mois.
Au début du mois d'octobre 1943, il est contacté par le résistant Roger Bothuan qui lui révèle l'existence de la liste dressée par Yann Bricler. Ainsi Gourvil apprend qu'il est considéré comme « traître au Mouvement breton ». Il recopie la liste en deux exemplaires, cache l'un dans un aspirateur et l'autre à la bibliothèque municipale de Morlaix. Il comprend le 7 octobre 1943, en écoutant Radio-Londres, que l'ensemble des faits révélés par Roger Bothuan était vrai. L'émission radiophonique de cette soirée-là était consacrée à Yann Bricler, exécuté par la Résistance le 4 septembre 1943.
En 1947, il écrit un mémoire sur cette affaire (fonds Gourvil). Citation extraite du document : « Francis Gourvil, rue de Brest, Morlaix. Traître au Mouvement breton ; traduisait pendant la guerre les lettres écrites en breton pour le compte du gouvernement français ; a fait arrêter ses anciens amis. Depuis l'arrivée des Allemands, espion anglais, grâce à ses nombreuses relations avec des Anglais, des Gallois et Écossais. Était en prison un an (espionnage ou aide à des aviateurs anglais) et vient d'être remis en liberté. Le moment est choisi au plus mal, et il est urgent de l'arrêter de nouveau. Très dangereux. Il doit se croire à l'abri maintenant et agir. »
À la Libération, il est membre du Comité de libération de Morlaix.

### Recherches et polémiques après guerre
En 1959, à 71 ans, il soutient une thèse sur le Barzaz Breiz de Théodore Hersart de La Villemarqué à l'Université de Rennes, dans laquelle il met en doute l'authenticité des chants. Il affirme que certains d'entre eux sont entièrement inventés, et d'autres réécrits (comme Le Men, Arbois de Jubainville ou Luzel l'ont soutenu avant lui[réf. nécessaire] ).
En 1974, Donatien Laurent contredit les travaux de Gourvil. Ayant eu accès aux manuscrits du Barzaz Breiz, Donatien Laurent démontre dans sa thèse, dont un résumé paraît en 1974 dans le bulletin de la Société Archéologique du Finistère, puis partiellement en 1989 (tome I seul paru), qu'un grand nombre de chants ont bien existé dans la tradition. Selon Donatien Laurent, Gourvil lui aurait « avoué plus tard, par écrit, qu'il s'était trompé, mais il a continué à nier l'authenticité du Barzaz Breiz et a recommencé à publier des articles incendiaires ».
Goulven Peron fait néanmoins remarquer que certains chants du Barzaz Breiz (La Marche d’Arthur, Le Tribut de Nominoé, Le Cygne...) n'apparaissent pas dans les carnets de collectes, sans écarter pour autant leur possible origine populaire. Dans sa thèse publiée en 2006, Nelly Blanchard conclut que « le travail de Donatien Laurent [a montré] que le Barzaz-Breiz est bien basé sur un travail de collecte de chants populaires, mais que l'auteur a parfois arrangé des chants, compilé plusieurs versions, ajouté des éléments et quelquefois, semble-t-il, inventé des textes. »
Jusqu'à la fin, Fanch Gourvil a dû porter comme une croix des déclarations enflammées, publiées dans le journal Ar Bobl en 1909 (p.337) et reprises dans Les Bardes et poètes nationaux de la Bretagne armoricaine : "Séparatiste, je le suis au fond (...) Je n'ai qu'une estime médiocre pour le nom de Français, et j'y renoncerais volontiers pour celui de Breton exclusivement... Comme je l'exprimais dans un récent article breton, je comprends mal l'entêtement de certains de mes compatriotes à revendiquer le nom d'un peuple qui les méprise - (il le fait bien voir) - et se refuse à leur accorder la moindre satisfaction" (p.734). En 1980 encore, la revue druidisante An Tribann prenait un malin plaisir à exhumer cette citation de celui qui était pour eux devenu un renégat à la cause bretonne.

## Publications
- Buez ar pevar mab Emon (La vie des 4 fils Aymon) ; Montroulez (Morlaix), Ar Gwaziou (Le Goaziou), 1911.
  - réédition : Buhez ar pevar mab Hemon ; Brest, Brud Nevez Emgleo Breiz, 1997.
- En collaboration avec H. Laterre (Bodlann), préface d'Anatole Le Braz et Maurice Duhamel : Kanaouennou Breiz-vihan (mélodies d'Armorique) ; Carhaix, Impr. du Peuple, 1911.
- Soniou koz brezonek, La chanson bretonne au front, Rennes, Imprimerie F. Simon, 1916.
- Quelques opinions sur les langues locales dans l'enseignement ; Montroulez, éd. de Mouez ar Vro, (1920).
- De l'Armor à l'Arrée : 12 images de Basse-Bretagne ; Morlaix, À l'Enseigne de Ti-Breiz, 1927, illustré par le peintre Kerga alias Charles de Kergariou.
- En Bretagne. De Saint-Brieuc à Brest et de Quimper à Vannes ; Grenoble, Arthaud (collection Les Beaux pays), 1929 (dédié à Anatole Le Braz).
  - rééditions 1932, 1935.
- Préface à La Bretagne ; P., Hachette (coll. Guides bleus), 1930.
  - traduction anglaise : Brittany from Saint-Brieuc to Brest… ; Lond., the Medici Society, 1930.
- Soniou nevez ha soniou koz, Morlaix, Ti Breiz, 1930.
- Un tour de Bretagne au XXe siècle ; Rennes, éditions de Bretagne, (supplément à Bretagne, n° 162), juillet 1938, 56 pages, ill.
- Les poupées de Bretagne marque de fabrique ; Pont-l'Abbé, Le Minor, 1939 (illustrations de Jean-Adrien Mercier).
- Préface à Morlaix illustré par Léopold Pascal de Jean de Trigon, Imprimerie commerciale de la Dépêche de Brest, 1941.
- Langue et littérature bretonnes ; P., P.U.F., Que sais-je ?, 1952, 2e éd. 1969, 3e édition 1968, 4e édition 1976.
- Morlaix entre mer et monts ; Le Doaré, 1954.
- Théodore-Claude-Henri Hersart de la Villemarqué (1815 - 1895) et le Barzaz-Breiz, (thèse) ; Rennes, Imprimeries Oberthur, 1960.
- Noms de famille de Basse-Bretagne : matériaux pour servir à l'étude de l'anthroponymie bretonne ; P., éd. d'Artrey / Société française d'onomastique, 1966, 205 pages.
- Noms de famille bretons d'origine toponymique ; Quimper, Société archéologique du Finistère, 1970 (réédition 1993), 330 pages.

## Tirés à part et littérature grise
- Les deux Bretagne : il y a cent ans se nouaient les premières relations intellectuelles entre la Bretagne et le Pays de Galles. 1938.
- Noms de famille bretons en Ab-, Ap-, "fils de...", Louvain, Centre international, 1951.
- Coup d'œil sur la Bretagne, 10 juin 1952, allocutions et causeries : congrès de la fédération nationale du bâtiment et des activités annexes, Brest, I.C.A.
- Sur un passage de la neuvième série du Barzaz-Breiz, 1954, Rennes, Revue Ogam - Tradition celtique.
- Les noms de famille bretons d'origine toponymique, Extrait de la Revue internationale d'onomastique (Artrey éd.), 1965, 15pp.
- La langue du Barzaz-Breiz et ses irrégularités. Solécismes, syntaxe, tournures insolites, Rennes, Imprimeries Réunies, 1966  (depuis, des travaux d'universitaires et de linguistes ont démontré que nombre des prétendues fautes de breton relevées par Gourvil s'expliquait parfaitement par les traits dialectaux de la langue du sud de la Bretagne, d'où étaient originaires La Villemarqué et les chants incriminés, Gourvil lui étant du nord)[réf. nécessaire].
- Noms de famille de Basse-Bretagne empruntés aux faunes marine et terrestre, Quimper, Société archéologique du Finistère, 1972.
- Noms d'animaux dans l'anthroponymie bretonne ; P., éd. d'Artrey (in Revue d'onomastique), 1972.
- Ouvrages, études et articles concernant la philologie, l'anthroponymie et la toponymie bretonne, Plourin-lès-Morlaix, chez l'Auteur, 1979.
- Nouvelles contributions à l'histoire du Barzaz-Breiz, 1982.
- L'authenticité du Barzaz-Breiz et ses défenseurs. À la rescousse d'un mauvais livre.

## Archives
- En 1982, le Centre de recherche bretonne et celtique (Université de Bretagne occidentale) a acquis 4 boîtes d'archives de Francis Gourvil  concernant le Barzaz Breiz (fonds d'archives Gourvil)
- Archives départementales du Finistère : fonds Francis Gourvil, 204 J. La période de la seconde guerre mondiale est réunie dans la série 204 J 188-195 En ligne
- Archives nationales, émission radiophonique des Forces françaises combattantes (FFC) : 7 octobre 1943. AN F 60 - 1734-1735.